# Championnat du Luxembourg de football 1996-1997
Navigation
Saison précédente Saison suivante
La saison 1996-1997 du Championnat du Luxembourg de football est la 83e édition du championnat de première division au Luxembourg. Les douze meilleurs clubs du pays se retrouvent au sein d'une poule unique, la Division Nationale, où ils s'affrontent deux fois, à domicile et à l'extérieur. À l'issue du championnat, les deux derniers du classement sont relégués et remplacés par les deux meilleurs clubs de Promotion d'Honneur, la deuxième division luxembourgeoise.
C'est le club de la Jeunesse d'Esch, double tenant du titre, qui remporte le championnat en terminant en tête du classement final, avec 6 points d'avance sur le CS Grevenmacher et 18 sur l'Union Luxembourg. C'est le 24e titre de champion de l'histoire du club, qui réussit le doublé en battant l'Union Luxembourg en finale de la Coupe.

## Les 12 clubs participants
| - CA Spora Luxembourg - F91 Dudelange - US Rumelange - Promu de Promotion d'Honneur - FC Rodange 91 - CS Grevenmacher - Sporting Mertzig | - Union Luxembourg - AS La Jeunesse d'Esch - Avenir Beggen - CS Hobscheid - Promu de Promotion d'Honneur - Aris Bonnevoie - FC Wiltz 71 |

## Compétition

### Classement
Le barème utilisé pour établir le classement est le suivant :
- Victoire : 3 points
- Match nul : 1 point
- Défaite : 0 point

| Rang | Équipe                  | Pts | J  | G  | N | P  | Bp | Bc | Diff |
| ---- | ----------------------- | --- | -- | -- | - | -- | -- | -- | ---- |
| 1    | Jeunesse d'Esch (T) (C) | 56  | 22 | 17 | 5 | 0  | 56 | 11 | +45  |
| 2    | CS Grevenmacher         | 50  | 22 | 15 | 5 | 2  | 56 | 20 | +36  |
| 3    | Union Luxembourg        | 38  | 22 | 10 | 8 | 4  | 44 | 23 | +21  |
| 4    | Avenir Beggen           | 38  | 22 | 11 | 5 | 6  | 45 | 27 | +18  |
| 5    | FC Wiltz 71             | 36  | 22 | 11 | 3 | 8  | 32 | 40 | -8   |
| 6    | Sporting Mertzig        | 32  | 22 | 8  | 8 | 6  | 45 | 39 | +6   |
| 7    | CS Hobscheid (P)        | 26  | 22 | 7  | 5 | 10 | 23 | 42 | -19  |
| 8    | CA Spora Luxembourg     | 23  | 22 | 6  | 5 | 11 | 33 | 40 | -7   |
| 9    | F91 Dudelange           | 22  | 22 | 6  | 4 | 12 | 27 | 43 | -16  |
| 10   | US Rumelange (P)        | 18  | 22 | 5  | 3 | 14 | 33 | 59 | -26  |
| 11   | FC Rodange 91           | 16  | 22 | 4  | 4 | 14 | 25 | 42 | -17  |
| 12   | Aris Bonnevoie          | 11  | 22 | 2  | 5 | 15 | 22 | 55 | -33  |

|  | Qualification pour la Ligue des champions 1997-1998                                          |
|  | Qualification pour la Coupe des Coupes 1997-1998                                             |
|  | Qualification pour la Coupe UEFA 1997-1998                                                   |
|  | Relégation directe en Promotion d'Honneur                                                    |
|  | (T) Tenant du titre (C) Vainqueur de la Coupe du Luxembourg (P) : Promu de deuxième division |

## Bilan de la saison
| Championnat du Luxembourg de football 1996-1997 |                             |
| Champion                                        | Jeunesse d'Esch (24e titre) |
| Coupes et trophées                              |                             |
| Vainqueur de la Coupe du Luxembourg 1996-1997   | Jeunesse d'Esch             |
| Qualifications continentales                    |                             |
| Ligue des champions 1997-1998                   | Jeunesse d'Esch             |
| Coupe des Coupes 1997-1998                      | Union Luxembourg            |
| Coupe UEFA 1997-1998                            | CS Grevenmacher             |
| Promotions et relégations                       |                             |
| Promus en Division Nationale                    | Red Boys Differdange        |
| Promus en Division Nationale                    | CS Pétange                  |
| Relégués en Promotion d'Honneur                 | FC Rodange 91               |
| Relégués en Promotion d'Honneur                 | Aris Bonnevoie              |